# Louis Lemaire (compositeur)
Pour les articles homonymes, voir Louis Lemaire et Lemaire.
Louis Lemaire (1694 - Tours, 6 novembre 1752) est un compositeur français principalement connu comme auteur de motets et de cantates françaises (forme musicale essentiellement profane, en France), et particulièrement de cantatilles, airs séparés, etc...

## Biographie et œuvres
Il a été formé dès son enfance comme membre du chœur de la cathédrale de Meaux par Sébastien de Brossard, maître de musique du chapitre cathédral (par ailleurs un des fondateurs de la musicologie et un des « piliers » de la bibliothèque royale, actuellement la bibliothèque nationale de France).
Dès 1716 Lemaire publie chez Jean-Baptiste-Christophe Ballard son premier Recueil d'airs sérieux et à boire. De 1728 à 1733 il compose des motets qui sont joués aux Tuileries puis édités. 
La musique de Lemaire a été fort bien servie de son temps par des chanteuses de qualité, habituées des concerts et de l'opéra, comme Mesdemoiselles Julie Eeremans, Catherine-Nicole Le Maure, Petitpas, etc.
En 1749 l'éditeur Charles-Nicolas Le Clerc acquit la totalité de son œuvre : cantatilles, motets, airs, duos et vaudevilles (voix de ville : airs d'inspiration urbaine).
Ses cantatilles sont conçues pour une voix solo accompagnée d'un ensemble instrumental restreint, en général sur un thème littéraire pastoral et galant. Elles peuvent faire appel à des instruments issus de la tradition populaire comme la vielle à roue ou la musette de cour.